# Karmento
Karmento, nombre artístico de Carmen Toledo Sánchez (Bogarra, 16 de julio de 1981), es una cantautora de neofolclore española. Originaria de la sierra de Albacete, Karmento fusiona las tradiciones musicales manchegas con sonidos contemporáneos, creando una propuesta que conecta las raíces culturales con una sensibilidad moderna.

## Biografía
Nació el 16 de julio de 1981 en Bogarra, un pueblo en la sierra de la provincia de Albacete. Desde temprana edad, mostró interés por la música, influenciada por su abuela, con quien aprendió a cantar canciones tradicionales de su tierra. 
En 2012, se trasladó a Malta, donde entró en contacto con músicos internacionales y comenzó a componer sus propias canciones. Fruto de esta experiencia, en mayo de 2015 lanzó su primer álbum, Mudanzas. En mayo de 2020, publicó su segundo disco, Este devenir, bajo el sello El Tragaluz. Este trabajo fue reconocido como uno de los 10 mejores álbumes de Música de Raíz por la revista MondoSonoro y obtuvo una nominación en los Premios MIN en esa categoría.
En 2023, Karmento ganó mayor notoriedad al participar en el Benidorm Fest con la canción «Quiero y duelo», donde llegó a ser finalista gracias al apoyo del público. Este sencillo le valió dos nominaciones a los Premios MIN. En febrero de 2024, lanzó su tercer álbum, La Serrana, que recibió excelentes críticas de medios especializados. Con este trabajo, profundiza en sus raíces manchegas, ofreciendo una propuesta de folclore vanguardista que mantiene su esencia tradicional.

## Estilo e influencias
Karmento fusiona géneros como la copla, el flamenco, la música étnica y las seguidillas manchegas, creando un estilo propio que refleja la riqueza cultural de su tierra natal. Sus letras, cargadas de emotividad y referencias a sus raíces, buscan conectar con el público a través de la autenticidad y la tradición. 

## Reconocimientos y presentaciones
Además de sus nominaciones a los Premios MIN, Karmento ha sido reconocida como Hija Predilecta de Castilla-La Mancha. Ha participado en diversos festivales y eventos culturales, consolidándose como una de las voces emergentes del neofolclore español. 

## Premios y nominaciones
| Año  | Premio                           | Categoría                          | Trabajo nominado                           | Resultado | Ref.  |
| ---- | -------------------------------- | ---------------------------------- | ------------------------------------------ | --------- | ----- |
| 2025 | Premios de la Academia de Música | Mejor Álbum Folclórico             | «La Serrana»                               | Ganadora  | [ 6 ] |
| 2025 | Premios de la Academia de Música | Mejor Fusión Interpretación Urbana | «Canto al Cansancio» ft (Bewis de la Rosa) | Nominada  | [ 6 ] |

## Discografía
- Mudanzas (2015)
- Este devenir (2020)
- La Serrana (2024)